# Froneri
Froneri (до 2016 года — Richmond Ice Cream) — мировой производитель мороженого со штаб-квартирой в Лиминг-Баре, Норт-Йоркшир, Англия. Является крупнейшим производителем мороженого в Европе по объёму и вторым по величине в мире после Unilever.

## История
Компания Richmond Ice Cream была основана в 1985 году, когда фермер из Бедейла Джонатан Ропнер приобрёл производителя мороженого Cardosi из Торнаби. У Cardosi было оборудование для производства мороженого на 40 000 фунтов стерлингов, а поэтому компания выставила себя на продажу. Ропнер попросил своего друга, Джеймса Ламберта, возглавить компанию. Ламберт утверждал, что пара «ничего не знала» о производстве мороженого. 
Первоначально в компании Froneri работало всего 5 сотрудников. В 1987 году компания добилась первого крупного успеха, когда выиграла контракт на производство мороженого под собственной торговой маркой для сети Morrisons, которая в то время насчитывала 44 магазина. В 1994 году компания Froneri приобрела компанию Windsor Creameries у Тревора Хеммингса. Взамен Хеммингс получил 40% акций Richmond. 
В 1997 году компания Richmond завершила обратное поглощение публичного производителя леденцов Treats Group, базирующегося в Лидсе, что дало им площадку Crossgates и гораздо больше рычагов влияния в переговорах с супермаркетами. Сделка означала, что вновь созданная компания была публично зарегистрирована. В 2000 году компания Allied Frozen Foods была приобретена у Associated British Foods. 
В 2013 году компания PAI Partners приобрела компанию R&R Ice Cream за 715 миллионов фунтов стерлингов. В итоге Джеймс Ламберт перешёл с должности генерального директора на должность председателя. 
В 2016 году компании Nestlé и PAI Partners договорились о создании совместного предприятия под названием Froneri, которое объединило деятельность двух компаний в области мороженого по всей Европе и других странах. 